# RTK 1
RTK 1 es el primer canal de televisión público de Kosovo, perteneciente a RTK. Ofrece una programación generalista en idioma albanés. Es también la señal internacional del ente público.

## Historia
El canal inició emisiones el 19 de septiembre de 1999, meses después de finalizar el bombardeo de la OTAN sobre Yugoslavia. El canal nació después de que la Misión de Administración Provisional de las Naciones Unidas en Kosovo (UNMIK) y la Organización para la Seguridad y la Cooperación en Europa (OSCE) propusieron a la Unión Europea de Radiodifusión la creación de una radiodifusora pública e independiente para Kosovo.
Cuando comenzaron las emisiones de RTK 1 su programación era de dos horas al día en albanés, aunque en noviembre de 2000 la programación se amplió a cuatros horas diarias, emitiendo principalmente en albanés, aunque se incluyó boletines informativos en serbio y turco. Sin embargo, los emisores quedaron muy dañados por los bombardeos de la OTAN. 
En julio de 2001 RTK 1 logró ampliar su emisión a siete horas diarias, se introdujo programación en bosnio e inició emisiones por satélite. 
En 2002 el canal emitía 15 horas diarias, con una programación que principalmente incluía noticias y cobertura económica. Se introdujo programación en romaní. 
Desde el 22 de diciembre de 2003 RTK 1 emite las 24 horas del día.  
En 2006 el canal comenzó a emitir eventos internacionales por primera vez en Kosovo, como los Juegos Olímpicos de Turín o el Copa Mundial de Fútbol de Alemania. 
Después de la declaración de independencia de Kosovo el 17 de febrero de 2008, RTK 1 pasó a ser el principal canal de televisión público de Kosovo.
En 2013 RTK 1 adoptó su actual imagen corporativa y toda su programación dirigida a las minorías étnicas fueron transferidas a RTK 2, el segundo canal de televisión de RTK creada en junio de dicho año.
Desde 2018 el canal emite en HD.

## Imagen corporativa

1999 - 2013
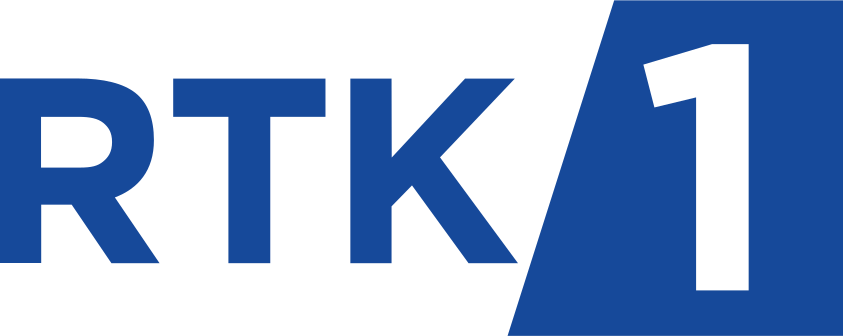
Desde 2013